# Generationenpark (Alzenau)

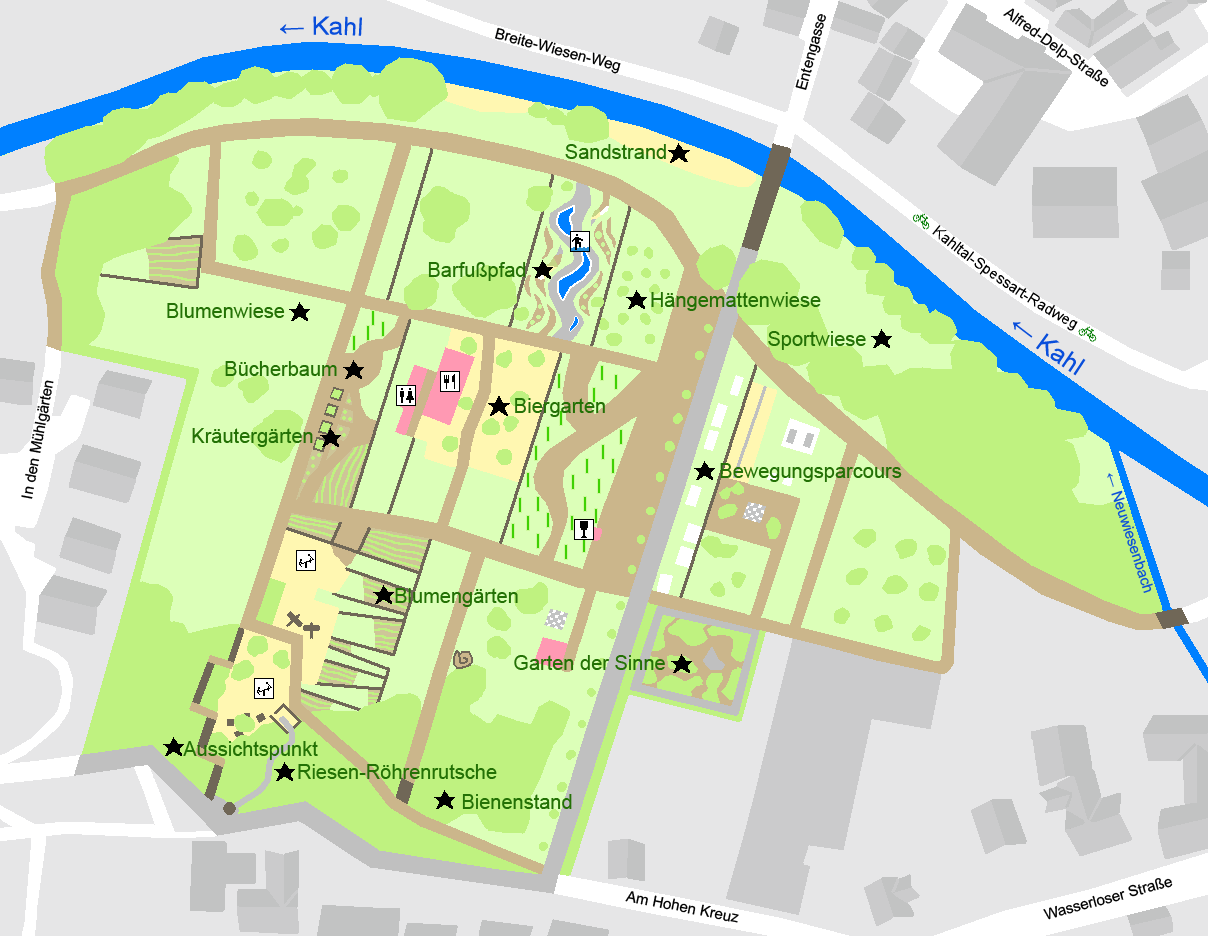
Parkplan

Der Generationenpark ist eine öffentliche Parkanlage in der Stadt Alzenau im Landkreis Aschaffenburg in Bayern. Er wurde im Rahmen der Kleinen Landesgartenschau 2015 als Ausstellungsgelände gestaltet, wird heute als städtisches Naherholungsgebiet genutzt und ist Austragungsort jährlicher Veranstaltungen.

## Geographie

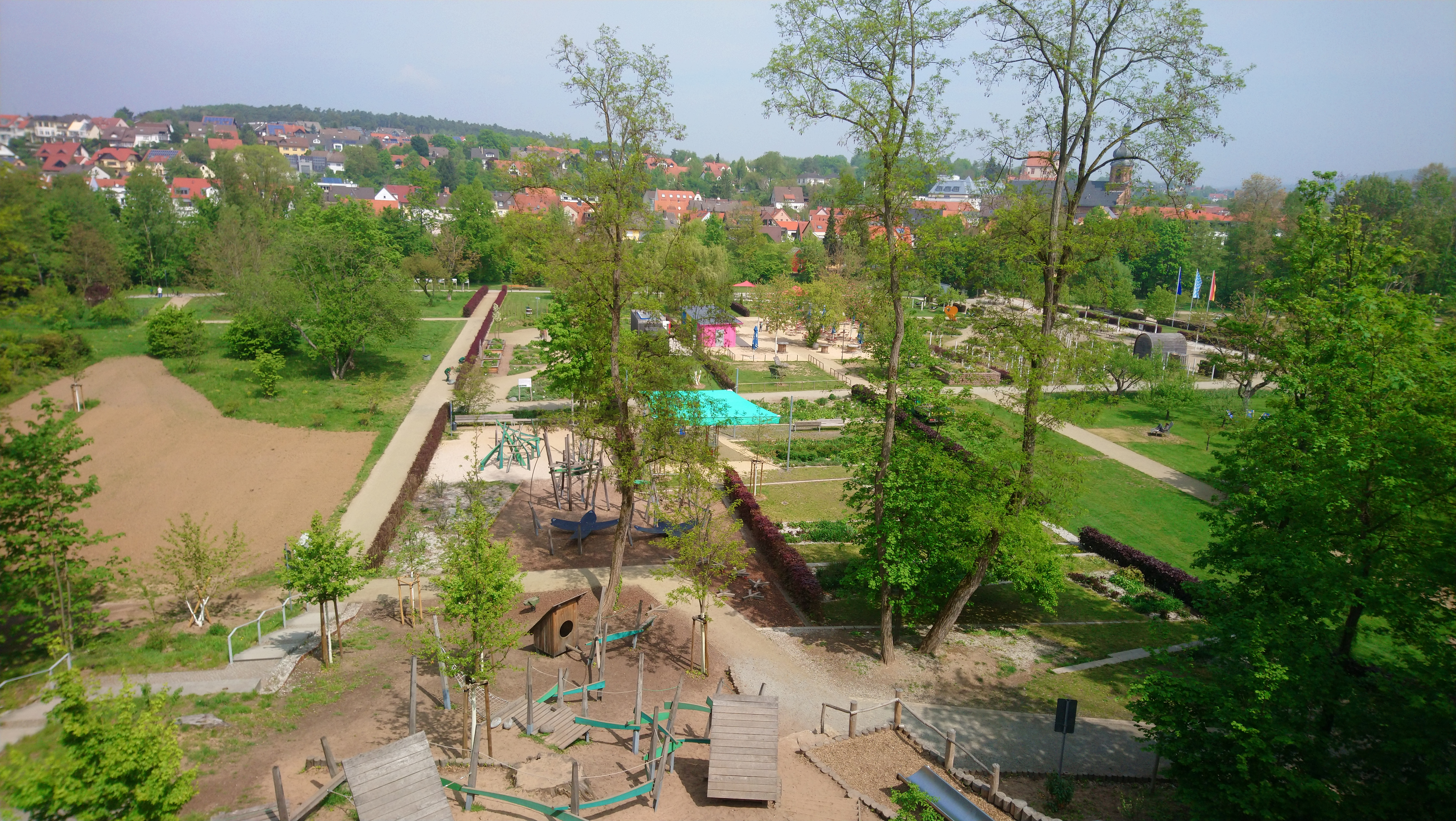
Der Generationenpark

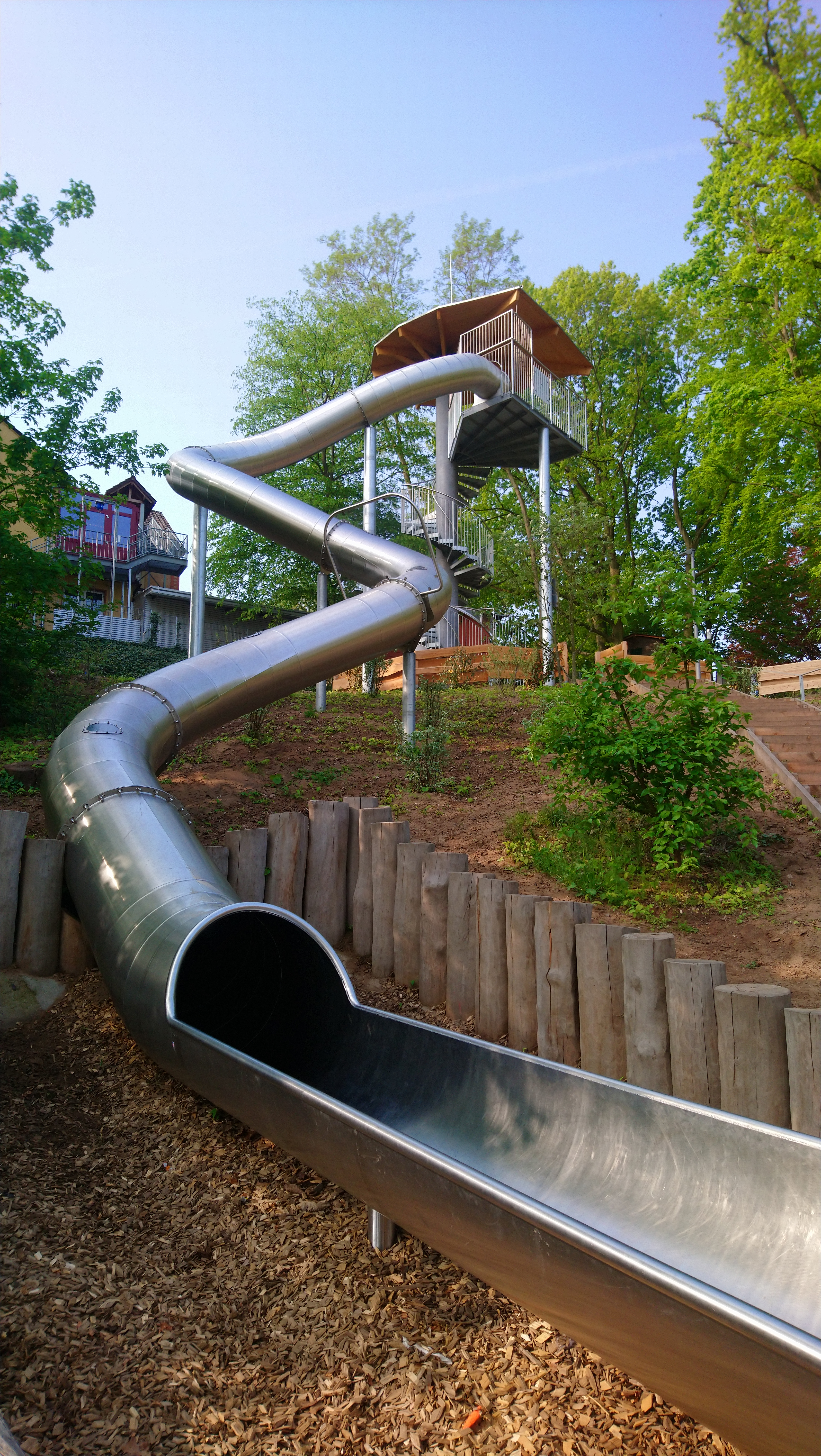
Riesen-Röhrenrutsche im Generationenpark

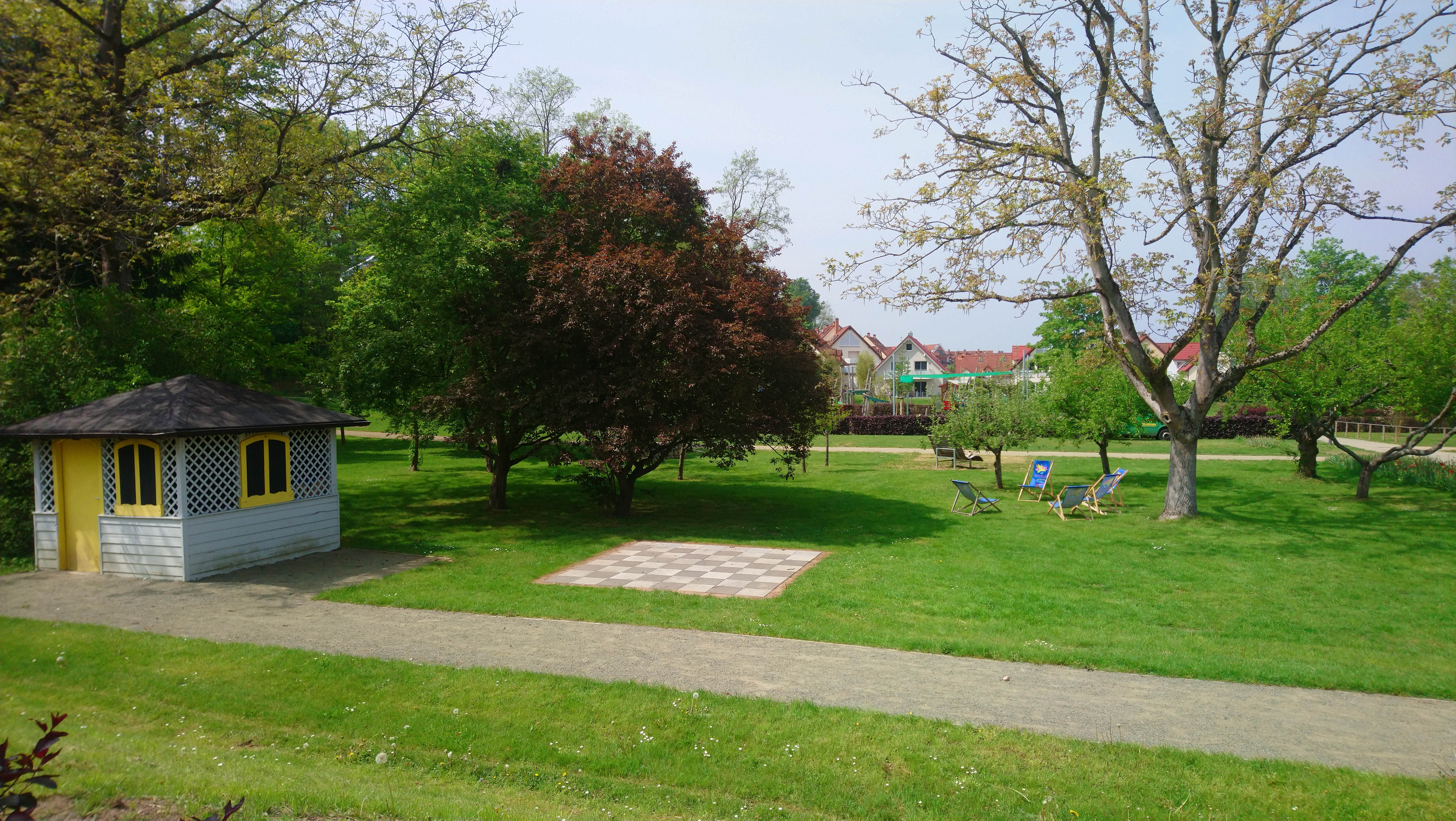
Schachbrett im Generationenpark

Der etwa 3 ha große Generationenpark liegt auf 123 m ü. NHN, südwestlich des Stadtzentrums von Alzenau in der „Breiten Wiese“. Westlich befindet sich die Siedlung „In den Mühlgärten“ und am Hang oberhalb im Süden der Hauckwald. Nördlich wird er durch den Fluss Kahl begrenzt. Im Osten reicht der Generationenpark bis zum Neuwiesenbach. Über den Hauckwald ist das ehemalige Gartenschaugelände mit dem Energiepark verbunden.

## Beschreibung
Im Generationenpark gibt es einen bewirtschafteten Biergarten und eine Kneipp-Anlage mit Fuß- und Armbecken sowie einem barrierefreien Becken. Daneben kann man einen Barfußpfad und eine Hängemattenwiese nutzen. Der sich dort befindende Garten der Sinne wird von Sozialstationen zu Therapiezwecken eingesetzt. An der Kahl wurde ein Sandstrand gestaltet.
Weiterhin gibt es einen Bewegungsparcours und Trampoline sowie zwei Kinderspielplätze mit der im Mai 2018 eröffneten Riesen-Röhrenrutsche. Im Generationenpark befindet sich in der Nähe der Kräuterspirale im südlichen Parkteil ein Bienenstand und zwei große nutzbare Schachbretter mit Figuren, die an Veranstaltungen bereitgestellt werden. Außerdem gibt es einen Winzerpavillon mit Weingarten und verschiedenen Blumen-, Obst- und Kräutergärten.

## Regelmäßige Veranstaltungen
- Frühlingsmarkt (teilweise auch in der Innenstadt)
- Familienfest der Stadt
- Sommer im Park
- Herbstmarkt